# 刘晓 (1950年)
刘晓（1950年11月—），男，汉族，湖南华容人，中华人民共和国政治人物，中国国民党革命委员会中央委员会原常务委员，湖南省政协原副主席，第九、十届全国人大代表，第十一、十二届全国政协委员。
2009年8月，中华职业教育社第十次全国代表大会召开，他出任中华职业教育社第十届理事会常务理事。